# Táncsics Mihály
Táncsics Mihály (született Mihajlo Stančić, Ácsteszér, 1799. április 21. – Budapest, 1884. június 28.), gyakran használt névalakja szerint Stancsics Mihál: magyar író, publicista, az első szocialista politikusok egyike. Írói álneve: Andorlaki Máté.

## Élete

### Tanulmányai, fiatalkora
Jobbágycsaládban született egy Bakony-széli falucskában, Ácsteszéren Tántsits Mihály és Netreba Éva fiaként. Szülei telkes gazdák, anyja szlovák, apja horvát származású. Húszéves korában takácsként végzett Bakonyszombathelyen. Segéddé avatták. 1822-ben Budán tanítóképzőt végzett, amely akkor féléves tanfolyam volt a normaiskola mellett. A gimnáziumot ezt követően, szinte felnőtt fejjel végezte el három piarista gimnáziumban. Az első osztályt 1823-ban, 24 évesen Kecskeméten kezdte. Ott végezte el két év alatt az első három grammatikai osztályt (1823–1825). A 4. grammatikai és az 1. humanista osztályt Nyitrán (1825–1827), a 2. humanista osztályt pedig Pesten (1827/1828) járta. Komoly latintudást szerzett. Gimnáziumi tanulmányai mellett házitanítóskodott. Nyaranta járta az országot. A pesti egyetemen 1828 és 1831 között bölcsészetet és egy évig jogot tanult, jogi tanulmányait azonban nem fejezte be, érdeklődése az irodalom és – Horvát István történész, nyelvész hatására – a magyar nyelvészet felé fordult.
Nevelő volt Bács vármegyében Szalmássy báróéknál, Dukán és Pesten a Rudnyánszky családnál, 1835-től Kolozsvárott Teleki Sándor mellett. Nyelvészeti kérdéseket taglaló munkáit erős kritika fogadta, nagy kelendőségnek örvendtek azonban számos kiadást megért tankönyvei. Magyar és német beszélgetések című könyvét (1833) betiltották. 1836-ban az akkori külső-Józsefvárosban telepedett le, két évvel később innen is nősült: felesége, Seidl Teréz egy józsefvárosi csizmadia lánya volt.

### Politikai tevékenysége

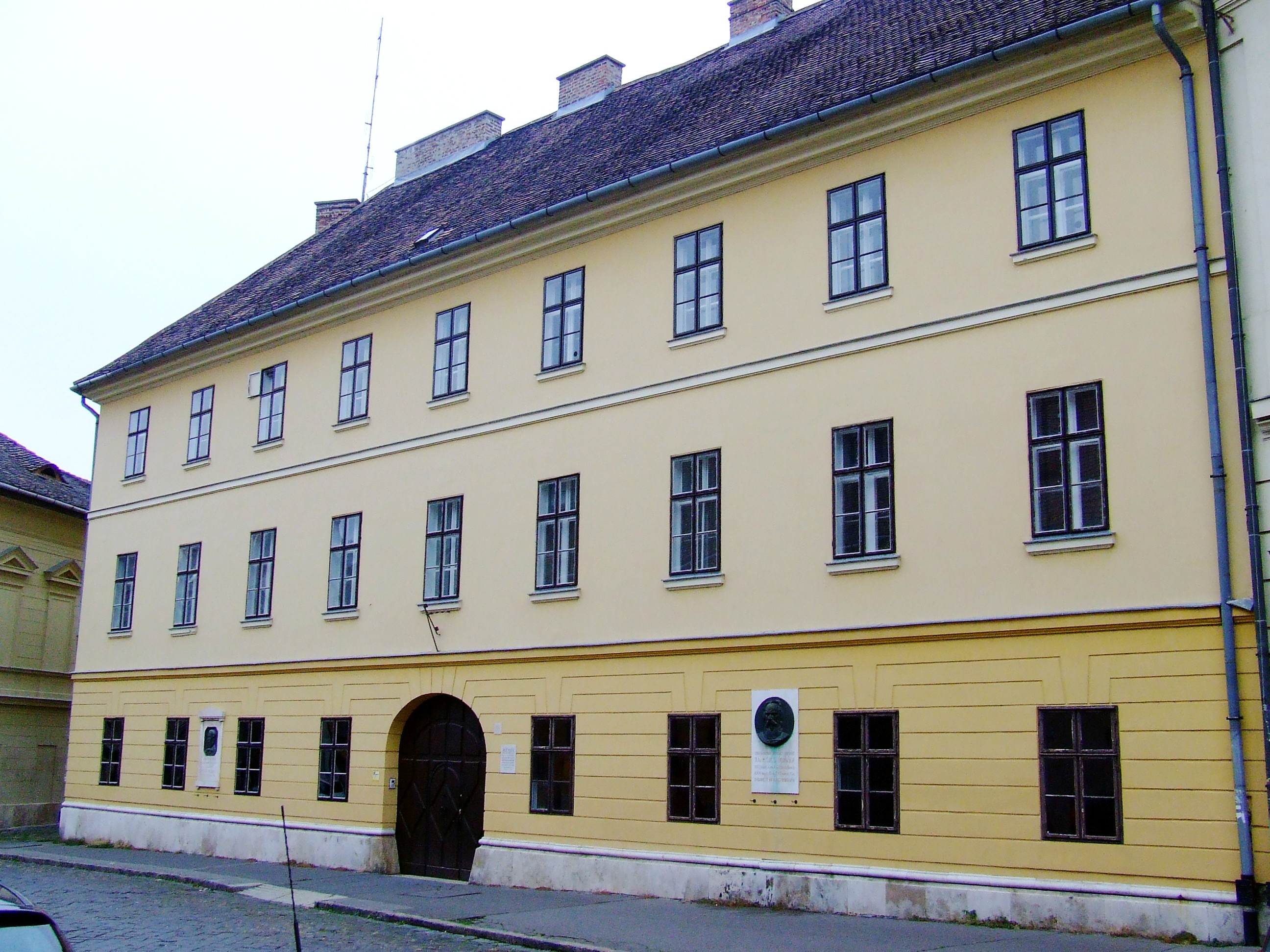
A József-kaszárnya, Táncsics börtöne a budai várban, a Táncsics Mihály utca 9. alatt

1836-tól megjelent irányregényeiben – Pazardi (Kolozsvár, 1836) – és cikkeiben a polgári átalakulás programját népszerűsítette. 1844-től a latin helyett a magyar lett a hivatalos nyelv. Tanítványai közül sokakat a magyar nyelv rajongójává tett.
Pesten hamar reformszellemű fiatalok társaságába csöppent (Vajda Péter, Garay János, Kunoss Endre, Horárik János), akik figyelmét a politika felé irányították. Nagy hatással volt rá a francia felvilágosodás irodalma. 1843-ra már kiforrott nézeteit publikálta: mai értelemben erősen kommunisztikus (lásd: utópista szocializmus) elképzelései mellett a társadalmi változások letéteményesének továbbra is a polgárságot tartotta. Felvetette a jobbágyság minden váltság nélkül történő megváltásának, a feudális viszonyok forradalom útján történő felszámolásának lehetőségét (Sajtószabadságról nézetei egy rabnak, Lipcse – de a hatóságok megtévesztése céljából a kiadás helyének Párizst tüntette fel –, 1844). Az éppen zajló országgyűlés követei közt nagy sikert aratott vele.
1846-ban öt hónapig vándorolt Nyugat-Európában, bejárta a német városokat, majd Párizst és Londont. Útja során nemcsak tapasztalatokat szerzett, hanem munkáinak kiadót is: Lipcsében megjelent műve miatt azonban üldözték, elfogták, s bár hazatérte után elrejtőzött, 1847-ben sajtóvétség (lásd cenzúra), valamint izgatás vádjával elítélték.
Budai börtönéből 1848. március 15-én szabadította ki a pesti nép és a forradalmi ifjúság. A börtönből kiszabadulva olyan kocsiba ültették, amit lovak helyett hívei húztak.
… a koronák és trónusok csak addig állhatnak fenn, míg a népek szegények, tudatlanok.

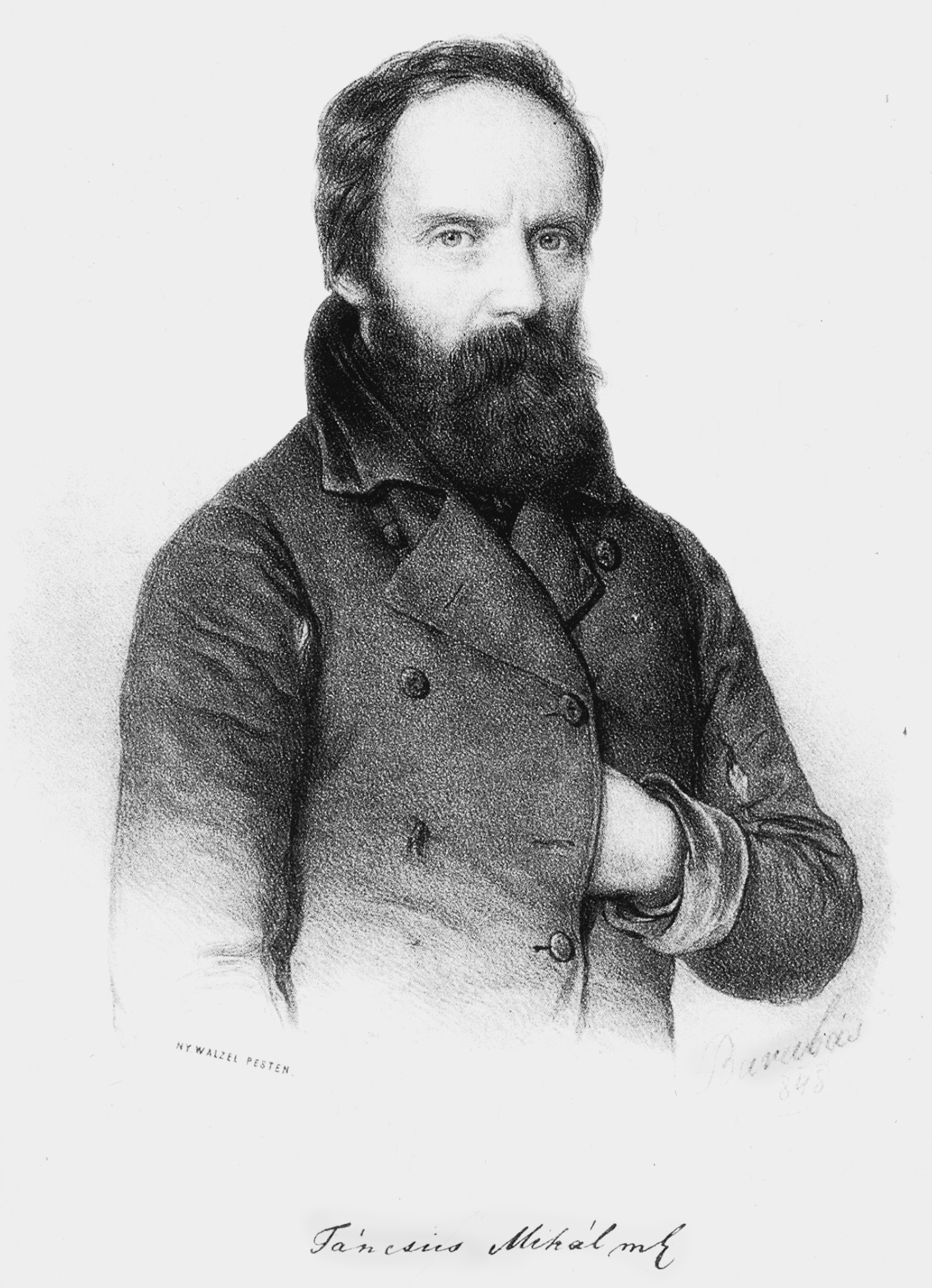
Táncsics Mihály portréja, Barabás Miklós litográfiája

Az első országgyűlési választásokon, azaz az 1848-as választásokon a siklósi kerületben indult, ahol mandátumot is nyert.
Áprilisban Munkások Újsága címmel hetilapot adott ki, amelyet a munkássághoz és a parasztsághoz címzett. Noha az eseményekkel, amelyek saját szabadságát is visszaadták, egyetértett, az általa felvázolt utópista szocialista fejlődési irány heves nemtetszésbe ütközött. Lapját Kossuth 1848 végén betiltatta, őt magát pedig megpróbálták rövid úton politikailag elszigetelni, nézeteit nevetségessé tenni.
A forradalom és szabadságharc bukása után nyolc évig rejtőzött a saját házuk alatt kialakított rejtekben, egészen az 1857 májusában kihirdetett amnesztiáig. Bujdoklása során különböző röpiratokban buzdított az ellenállásra, amiért „cserébe” a Bach-rendszer jelképesen ki is végezte.

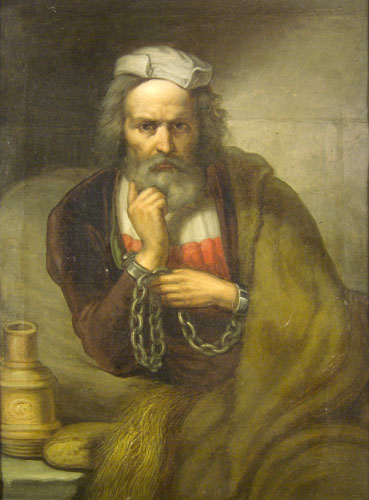
Jakobey Károly: Táncsics a börtönben

1860-ban egy március 15-i tüntetés szervezéséért elfogták és 15 évre ítélték. A kiegyezést követő általános amnesztia révén 1867-ben, szinte már teljesen vakon szabadult. Az 1869-es választásokon az orosházi kerületben indult, amit meg is nyert. A parlamentben felszólalt a virilizmus ellen, az állam és egyház szétválasztása mellett, a választójog bővítéséért, valamint a zsellérek földhöz juttatása ügyében. 1869-ben belépett az Általános Munkásegyletbe, amely június 11-én megválasztotta elnökéül. Táncsics Arany Trombita című lapja innentől kezdve az egylet közlönyeként működött tovább. Ugyan 1870-ben, a belső nézeteltérések hatására lemondott elnöki tisztségéről, kapcsolatát a szocialista mozgalommal élete végéig fenntartotta, ápolta.
Képviselői mandátuma lejárta (1872) után végleg visszavonult a közélettől, és magyar nyelvészeti kérdésekkel kezdett foglalkozni, valamint a magyarországi nemzetiségek magyarosítási terveivel.
A Tömő utcai új házába munkás családokat fogadott olcsó bérért, de a lakók azt sem fizették, mégsem tette ki őket. Adóssága nőtt. Házát olcsón elárverezték.
Eközben utópista szocialista nézetrendszere mentén több utópisztikus rendszert is kigondolt, valamint figyelme a parasztságról mindinkább a munkásság felé fordult, később már csak bennük látta a fennálló rendszer megdöntéséhez szükséges erőt. Táncsics haláláig élesen szemben állt a dualizmus rendszerével, de az aktív politizálást végleg feladta.
Saját műveinek gyűjteményes kiadására és önéletrajzának megjelentetésére minden pénzét elköltötte; mivel kölcsöneit sem tudta fizetni, kénytelen volt elszenvedni háza elárverezését is.

## Családja
Táncsics Mihály 1838-ban kötött házasságot Seidl Terézzel (1814?–1907). A következő gyermekei születtek:
- Táncsics Ilka / Etelka / Lajoska (1849. március 15. – 1861) különleges nevét Kossuth Lajos után kapta.
- Csorba Gézáné Táncsics Eszter (1856–1881) ∞ Csorba Géza (1849–1907) ügyvéd
- Táncsics Kálmán

Táncsics Mihály valamennyi gyermekét túlélte és eltemettette. Leszármazottjai ma is élnek.

## Emlékezete
- Számos közterület, több általános iskola, hat gimnázium (Budapest, Dabas, Kaposvár, Mór, Orosháza, Siklós) és a Táncsics Mihály (újságírói) díj őrzi nevét.
- Róla szólnak Móra Ferenc A szabadsajtó rabja és a Magyar nyelvmester Bécsben című életrajzi jellegű írásai (megjelentek Móra Napok, holdak, elmúlt csillagok című kötetében).
- Szülőfalujában, 1886-ban avatták első szobrát.[25]
- Szülőházában, Ácsteszér községben, emlékmúzeum van.
- Tiszteletére 1948-ban kibocsátott ezüst 20 forintos pénzérem hátlapja fiatalkori arcképét ábrázolja.

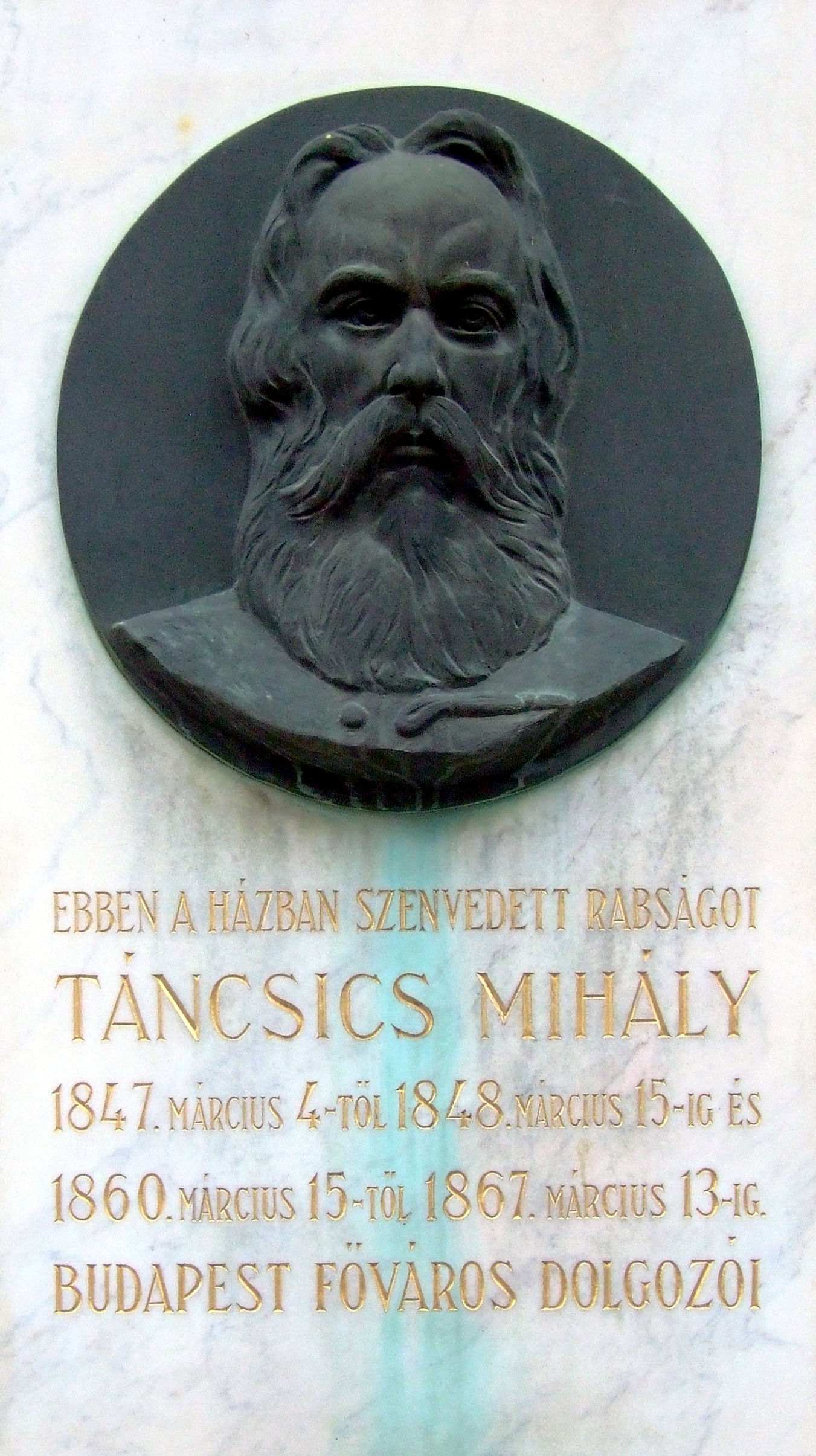
Emléktáblája budavári börtöne falán
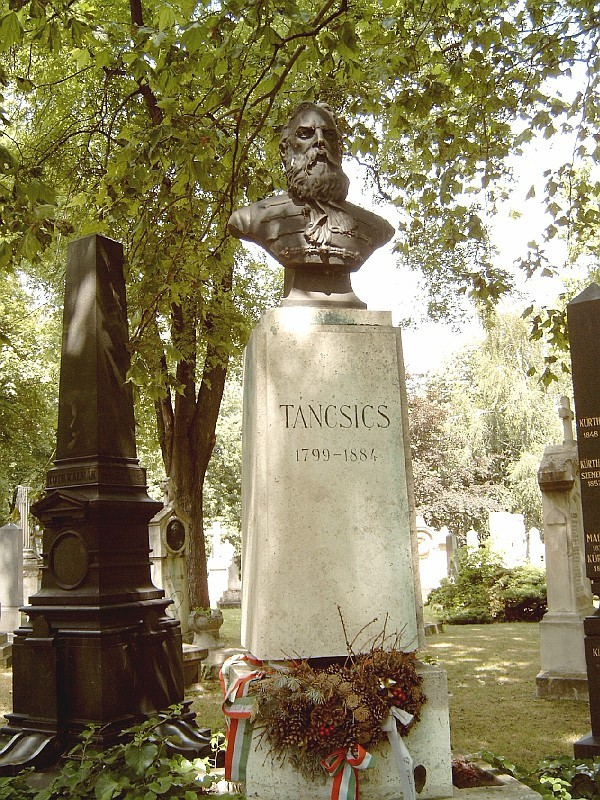
Sírja Budapesten. Kerepesi temető: 34/1-1-46. Andrejka József alkotása.

## Művei
- A magyar nyelv; Beimel Ny., Pest, 1831
- Mihál Stancsics: Magyar és német beszélgetések s nyelvgyakorlások, e két nyelv hirtelen megtanulására; Wigand, Pest, 1833
- Nyelvészet némely a’ Magyar Tudós Társaság különös használatára készült „Magyar helyesírás”-ra tett észrevételekkel; Beimel Ny., Pest, 1833
- Kritikai értekezetek különös tekintettel a M. T. T. munkálatira; Trattner-Károlyi Ny.–Barra Ny., Pest–Kolozsvár,1835
- Rényképek. Regény. I. (Pest), II–III. (Kolozsvár, 1835)
- Pazardi (Kolozsvár, 1836)
- Magyar nyelvtudomány, kisdedek számára; Heckenast, Pest, 1840
- Magyar nyelvtudomány kezdők számára; Egyetemi Ny., Buda, 1840
- Magyar nyelvtudomány kérdések- és feleletekben nagyobb tanulók számára. Hangmértékkel; Heckenast, Pest, 1840
- Általános világtörténet az ifjúság számára; Gyurián-Bagó Ny., Buda, 1841
- Minden alkalmi köszöntések, próbatételi beszédek, levelek s különféle írásbeli föltevények az ifjúság számára; Eggenberger, Pest, 1841
- Magyarok története kérdések- és feleletekben az ifjúság számára; Egyetemi Ny., Buda, 1841
- Földmívelési ipar ébresztésének egyetlen módja; szerzői, Pest, 1842
- Latin nyelvtudomány kezdők számára; Wigand, Pozsony, 1842
- Lényismeret azaz Természethistória az ifjúság számára; Wigand, Pozsony, 1842
- Népkönyv (Pest, 1842)
- Sajtószabadságról nézetei egy rabnak (Lipcse (a hatóságok megtévesztése céljából a kiadás helyének Párizst tüntette fel), 1844)
- Széchenyi István gróf két garasára nyilatkozat (Lipcse, 1844)
- Latin nyelvtudomány nagyobbak számára, 1–2.; Emich, Pest, 1845–1846
- Népkönyv (Lipcse, 1846)
- Stancsics Mihál: Franczia nyelvtan; Emich, Pest, 1846
- Hunnia függetlensége (Jéna, 1847)
- Volksbuch (Népkönyv); Volksbücher, Leipzig, 1847
- Józanész. Három részbűl áll: státus, vallás és nevelés; Kozma Ny., Pest, 1848
- Vasárnapi egyesület, vagy Segítsünk egymáson; Müller, Pest, 1848
- Nép szava, isten szava (Buda-Pest, 1848) Online elérhetőség
- Gyásznapok’ emléke levelekben, mellyeket feleségének irt Táncsics Mihál; Magyar Mihály, Pest, 1848
- Népkönyv. A fenséges nádorispány félszázadig viselt hivatalának emlékére; 3. jav. kiad.; Táncsics Ny., Pest, 1848
- Forradalom 1–8. ív. Magyarázza és fejtegeti Táncsics Mihál; Városi Ny.–Lukács Ny., Debrecen–Pest, 1849
- Bordács Elek, a gyalog-árendás; Emich Ny., Pest, 1858
- Andorlaki Máté: Világkrónika; Osterlamm, Pest, 1860
- Andorlaki Máté: Magyar krónika; Osterlamm, Pest, 1861
- Fővárosunk; Bartalits Ny., Bp., 1867
- Templom Imre. Borzasztó történet; Noséda Ny., Pest, 1869
- Kiáltó szó a kormányhoz és a népnevelőkhez az elnémetesedés tárgyában (Pest, 1871)
- Nemzetiségi izgatók Miletics Svetozár és pártfeleinek ajánlva; Heckenast Ny., Pest, 1872
- Táncsics Mihály művei (I–XII., Bp., 1873, 1885)
- Nyílt levél Müller Miksa tanárhoz, „Legrégibb nyelv a magyar” czímű munkám bevezetéseül; Kocsi Ny., Bp., 1874
- Életpályám; sajtó alá rend. Szeremlei László; Lepage, Kolozsvár, 1943
- Életpályám; sajtó alá rendezte, bev. Czibor János; Révai, Bp., 1949
- Táncsics Mihály válogatott írásai; összeáll., sajtó alá rend. Geréb László, bev. Vincze László, Vincze Flóra; Táncsics, Bp., 1957 (Táncsics könyvtár)
- Ceglédi levelek; bev. Nagy Dezső; Ceglédi Múzeum, Cegléd, 1958 (Ceglédi füzetek)
- Táncsics Mihály és a magyarországi munkásmozgalom Táncsics Mihály válogatott írásai és dokumentumok; bev., összeáll. H. Kohut Mária; Táncsics, Bp., 1974
- Fővárosunk. 88 hasonmás oldal; bev., jegyz. H. Kohut Mária; BFL, Bp., 1976 (Budapest Főváros Levéltára forráskiadványai)
- Mik a vörös republikánusok és mit akarnak?; jegyz. Geréb László; Magvető, Bp., 1978 (Gyorsuló idő)
- Életpályám; szöveggond., jegyz. Czibor János; Magvető, Bp., 1978 (Tények és tanúk)
- Sajtószabadságról nézetei egy rabnak; előszó, jegyz. Szigethy Gábor; Magvető, Bp., 1984 (Gondolkodó magyarok)
- Forradalom. Magyarázza s fejtegeti Táncsics Mihály; vál., szerk. Danyi Gábor, Kovács Andrásné, Simor András; Táncsics Gimnázium, Bp., 1984 (Táncsics-sorozat)
- Táncsics Mihály népképviselő 1848–1849; vál., .szerk. Danyi Gábor, Kovács Andrásné, Simor András; Táncsics Gimnázium, Bp., 1987 (Táncsics-sorozat)
- Táncsics Mihály képviselő úr 1869–1872; vál., szerk. Danyi Gábor, Kovács Andrásné, Simor András; Táncsics Gimnázium, Bp., 1988 (Táncsics-sorozat)
- Józanész. Három részbül áll: státus, vallás és nevelés; szerk. Marton Jenőné, Kovács Andrásné, Simor András; Táncsics Gimnázium, Bp., 1995 (Táncsics-sorozat)
- Útravaló Táncsics Mihály tollából; szerk. Simor András; Táncsics Gimnázium, Bp., 2000
- Gyásznapok emléke levelekben, melyeket feleségének írt Táncsics Mihály; szerk. Marton Jenőné, Kovács Andrásné, Simor András; Táncsics Gimnázium, Bp., 2001 (Táncsics-sorozat)
- Munkások újsága, 1848; szerk. Simor András, Szentgáli Zsolt; Táncsics Gimnázium, Bp., 2005 (Táncsics-sorozat)
- Királyista és republikánus. Beszélgetések. A munkásnép számára írta Táncsics Mihály; szerk. Simor András, Szentgáli Zsolt; Budai Középiskola Táncsics Mihály Angol Kéttannyelvű Gimnázium, Bp., 2006 (Táncsics-sorozat)
- A sajtószabadságról; Farkas Lőrinc Imre, 2007 (Magyar tankönyv)